# Yeouido
Yeouido (Ilha Yoi ou Ilha Yeoui) é uma ilha do rio Han, pertencente a Seul, Coreia do Sul. É o principal distrito de negócios e bancas de investimento de Seul. Possui 8,4 quilômetros quadrados e 30.988 habitantes. A ilha está localizada no distrito de Yeongdeungpo, e corresponde em grande parte aos limites de Yeouido-dong. Em Yeouido estão localizados o Edifício da Assembleia Nacional da Coreia do Sul, onde a Assembleia Nacional se reúne, a Associação de Investimento Financeiro da Coreia, a Igreja do Evangelho Pleno, o 63 Building, e as sedes do LG Group, da KBS e da MBC, além de um centro da Korea Exchange.
Yeouido é também chamada de "Wall Street da Coreia".

## História
Sendo um lugar vago conveniente para a capital nacional de Joseon, Yeouido foi utilizado como uma pastagem nacional de ovinos e caprinos, de acordo com um registro geográfico do século XVI. Quando o rio Han inundava, apenas um pequeno pedaço de terra alta mantinha-se acima do nível do rio. É por isso que o nome da ilha significa "Você pode tê-la (inútil)". Yeouido permaneceu na maior parte do tempo como um banco de areia desabitado, antes da construção nesse local do primeiro aeroporto de Seul pelo governo de ocupação japonês em abril de 1924. O aeroporto serviu para voos internacionais, domésticos e militares, e foi também o local de uma escola de voo. Naquela época a ilha era parte de Goyang. A ponte de seis pistas conectando a ilha à Yeongdeungpo foi construída em 1970, como parte do projeto de desenvolvimento do rio Han liderado pelo Presidente Park Jung-Hee, após o qual a ilha desenvolveu-se rapidamente. Yeouido-dong foi criada como uma entidade separada em 1971.

## Transportes

### Metrô
Embora isolada durante séculos, Yeouido agora está firmemente conectada à rede de transportes de Seul. As linhas 5 e 9 do Metrô de Seul cruzam na Estação Yeouido.  A linha 5 também para na Estação Yeouinaru. A linha 9 também para na Estação Saetgang e na Estação Assembleia Nacional.

### Ônibus
Existem quatro diferentes ônibus coloridos que operam em Yeoido:
- Ônibus amarelos operam apenas em Yeoido, em uma rota 'circular' na ilha
- Ônibus vermelhos operam apenas em Yeoido, em diferentes rotas em toda a ilha
- Ônibus azuis e verdes operam de e para Yeoido em diversas rotas de Seul

### Pontes
Existem três pontes entre Yeouido e Mapo: Ponte Mapo, Ponte Seogang e Ponte Wonhyo.

## Parques públicos
Cinco parques estão localizados em Yeouido. Entre eles, destacam-se o Parque Público do Rio Han e o Parque Yeouido. O Parque Yeouido foi criado em 1999, através da recuperação de um pedaço de terra, conhecido como Praça Yeouido ou Praça 5/16, que foi usado para grandes aglomerações públicas. Além disso, um terminal de balsas de excursão está na beira do rio Han.

## Como unidade de área
O "tamanho de Yeouido" é usado frequentemente nos meios de comunicação da Coreia como uma unidade para fornecer uma ideia aproximada do tamanho de uma área pouco familiar. Por exemplo, pode-se dizer que cidade A no país Y é o dobro do tamanho de Yeouido.